# Trojszyk ulec
Trojszyk ulec (Tribolium confusum) – gatunek chrząszcza z rodziny czarnuchowatych i podrodziny Tenebrioninae.

## Opis
Chrząszcz o ciele wydłużonym, lekko spłaszczonym, długości od 3 do 4 mm. Jego ubarwienie może być jasnobrązowe, rdzawobrązowe, rude lub czerwonobrunatne, czasem z przodu ciemniejsze. Czułki o pięciu ostatnich członach wyraźnie rozszerzonych, bez odgraniczonej buławki, jednobarwne lub z ostatnim członem jaśniejszym. Człon końcowy jest zaokrąglony na szczycie. Głowa masywniejsza niż u trojszyka gryzącego, o oczach prawie całkiem podzielonych przez występy policzków, które przed oczami są kanciaste. Przedplecze ma prostokątne w obrysie, matowe, pokryte płytkimi punktami średnich rozmiarów, bardziej wydłużone niż u trojszyka gryzącego, o tylnych kątach ostrych. Pokrywy mają ostrzejsze niż u trojszyka gryzącego żeberka boczne. Stopy cechuje ostatni człon tak długi jak pozostałe razem wzięte.

## Biologia i występowanie
Gatunek kosmopolityczny, w warunkach naturalnych na nadrzewnych grzybach i pod kłodami. Synantrop. Występuje w ciepłych pomieszczeniach z przechowywaną żywnością (magazyny, spichlerze, mieszkania, sklepy itp.). Odżywia się tam m.in. zbożem, mąką, otrębami, suchym pieczywem i starymi wędlinami. W Polsce rzadko notowany.
Dorosłe osobniki żyją średnio półtora roku, ale w hodowlach dożywać mogą kilku lat. Dorosłe samice składają co najmniej 500 jaj w okresie 8–10 miesięcy.